# 미라즈 항공
미라즈 항공(영어: Meraj Airlines)은 이란의 항공 회사로 허브 공항은 테헤란 메흐라바드 국제공항이 있으며 본사는 이란 테헤란에 위치해 있다.

## 역사
2010년에 설립되어 2016년 3월 첫 정기편 노선 운항을 시작하였다. 대부분의 국제선 노선은 에어버스 A300-600R기나 에어버스 A320-200기로 운항하고 있으나 일부 기종의 노후화로 에어버스 A330-300기로 대체될 예정이다. 또한 미라즈 항공은 이란 항공과 함께 정부 전용기를 담당, 운항하고 있다.

## 운항 노선
- 2019년 2월 기준으로 미라즈 항공은 다음과 같이 운항하고 있다.

## 보유 기종
- 2019년 8월 기준으로 미라즈 항공은 다음과 같이 보유하고 있으며 평균 기령은 18.7년이다.[6]

### 퇴역 기종
- 에어버스 A321-200 1대
- 에어버스 A340-300 1대

## 같이 보기
- 이란의 항공사 목록
- 이란의 교통